# Franz Andrysek
Franz Andrysek, né le 8 février 1906 à Vienne (Autriche) et mort le 9 février 1981 dans la même ville, est un haltérophile autrichien.

## Palmarès

### Jeux olympiques
- Médaille d'or en -60 kg aux Jeux de 1928 à Amsterdam (Pays-Bas)[1]